# Église de la Nativité-de-Notre-Dame de Soulangy
Pour les articles homonymes, voir Église Notre-Dame.
L'église  de la Nativité-de-Notre-Dame est une église catholique située à Soulangy, en France.

## Localisation
L'église est située dans le département français du Calvados, dans le bourg de Soulangy.

## Historique
L'édifice est classé au titre des Monuments historiques depuis le 21 mai 1910.
Chœur restauré en 1859 par Léon de La Mondière, maire et président de la fabrique et Louis-François Halley curé :
- Travaux peinture, dorures, imitations marbres et les vitraux, faits par monsieur Bazoche, peintre d’Argentan,
- L’escalier de la chaire et son pied (ruiné) ont été faits par Louis Devaux, sacristain sur le dessin de monsieur Garnot, architecte de Paris.
- La nef a été restaurée en 1867 par les soins de monsieur Alexandre Corneville, maire, président de la fabrique et Louis-François Halley, curé. Travaux également faits par monsieur Bazoche, le peintre d’Argentan, pour les peintures et le vitrage des sept fenêtres au midi et au nord. La fenêtre du portail avait été vitrée par monsieur Prunier, peintre vitrier de Falaise. Les trois fenêtres au midi dont deux avaient été agrandies et mises en plein cintre sans aucun style vers l’an 1770 ont été remises en style gothique par monsieur Léon Tumboeuf, tailleur de pierres de Soulangy et monsieur Victor Picard, maçon d’Aubigny.